# 井手三郎

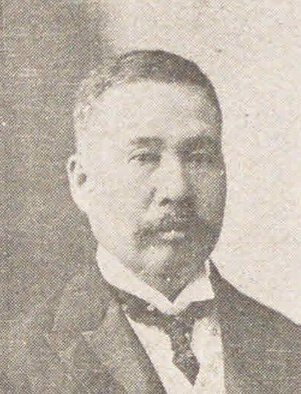
井手三郎

井手 三郎（いで さぶろう、文久3年5月15日（1863年6月30日） - 昭和6年（1931年）11月16日）は、衆議院議員（中央倶楽部→立憲同志会→憲政会）、ジャーナリスト。

## 経歴
肥後国飽田郡中島村（現在の熊本県熊本市西区）出身。1887年（明治20年）、済々黌を卒業。中国語を学び、漢口や北京を巡った。日清戦争の際には大本営附となり、第一軍民政庁通訳官を務めた。戦後、海軍軍令部嘱託として北京・天津を視察した。
1897年（明治30年）、福州にて「漢字新報」を創刊。翌年、貴族院議長・公爵近衛篤麿が東亜同文会を創設すると、それに参加し、上海支部長に任命された。上海租界では漢字新聞「同文滬報」を発行、1904年（明治37年）7月には邦字新聞「上海日報」の経営を引き継いだ。1909年（明治42年）、上海居留民団行政委員に選ばれ、同副議長を務めた。
1912年（明治45年）の第11回衆議院議員総選挙に出馬し、当選。第12回衆議院議員総選挙でも再選された。